# Soudaine-Lavinadière
Soudaine-Lavinadière is een gemeente in het Franse departement Corrèze (regio Nouvelle-Aquitaine) en telt 204 inwoners (2005). De plaats maakt deel uit van het arrondissement Tulle.

## Geografie
De oppervlakte van Soudaine-Lavinadière bedraagt 22,9 km², de bevolkingsdichtheid is 8,9 inwoners per km².
De onderstaande kaart toont de ligging van Soudaine-Lavinadière met de belangrijkste infrastructuur en aangrenzende gemeenten.

## Demografie
Onderstaande figuur toont het verloop van het inwonertal (bron: INSEE-tellingen).